# Pseudocoris bleekeri
Pseudocoris bleekeri är en fiskart som först beskrevs av Hubrecht, 1876.  Pseudocoris bleekeri ingår i släktet Pseudocoris och familjen läppfiskar. IUCN kategoriserar arten globalt som livskraftig. Inga underarter finns listade i Catalogue of Life.